# Farim
Farim ist eine Stadt im Norden Guinea-Bissaus mit 8661 Einwohnern. Sie ist Hauptstadt der Region Oio.
Die Stadt ist zudem Sitz eines gleichnamigen Verwaltungssektors mit 1531,5 km² Fläche und 48.264 Einwohnern, hauptsächlich Mandinka (portugiesisch: Mandinga) mit bedeutenden Minderheiten von Fulbe (portugiesisch: Fula), neben anderen.
Farim liegt 115 km nordöstlich der Hauptstadt Bissau am Nordufer des Rio Cacheu, etwa 220 km stromaufwärts von Cacheu.

## Geschichte
Farim wurde etwa 1641 vom Bürgermeister von Cacheu gegründet. Er überzeugte Siedler und Abenteurer portugiesischer Abstammung, sogenannte Lançados, aus der etwa 70 km südöstlich gelegenen, großen Stadt Géba, an einen Ort zu ziehen, an welchem sie weniger anfällig für Angriffe wilder afrikanischer Stämme waren. Der Stadtname geht zurück auf den Titel Farim, der vom örtlichen Führer der Mandinka getragen wurde. Die Madinkas und Soninkes selber nannten die Stadt Tubabodaga („Dorf der Weißen“). Die Stadt war gut geeignet als Hafenstadt, da der Fluss selber ganzjährig schiffbar war, insbesondere auch für Segelschiffe aus Cacheu.
In Erwartung eines drohenden Angriffs der südwestlich gelegenen Kleinstadt Canico wurde Farim durch einen Beschluss vom 10. November 1696 zur Garnisonsstadt ernannt. Im Allgemeinen blieb es in der Gegend um Farim jedoch friedlich, und die Verteidigungsstellungen verfielen mit der Zeit. Erst zwischen 1897 und 1902 diente Farim wieder als Basis für militärische Operationen gegen Oio. Farim begann 1910 kräftiger zu wachsen, es siedelten sich mehr als 20 Handelsfirmen dort an. 1913 wurde Farim zur Kleinstadt (Vila) erhoben.
1925 schließlich hatte sich Farim zu einem Handelszentrum entwickelt, das Menschen aus aller Welt anzog. Insbesondere libanesische und syrische Händler ließen sich nieder, um dem Handel mit Erdnüssen und Holz nachzugehen.
Der Portugiesische Kolonialkrieg, der in Guinea-Bissau von 1963 bis 1974 dauerte und dort besonders intensiv geführt wurde, zog die örtliche Wirtschaft stark in Mitleidenschaft. Am 1. November 1965 verübten Angehörige der marxistischen Unabhängigkeitsbewegung PAIGC ein Massaker, bei dem 20 Menschen getötet und über 70 verletzt wurden. Am 30. Januar 1973 geriet die Widerstandskämpferin Titina Silá hier in einen Hinterhalt und wurde dabei getötet. Ein Denkmal erinnert dort an ihren Tod, und auch für das Massaker 1965 wurde ein Denkmal errichtet.

## Gliederung
Die Stadt Farim ist in zwölf, mit Untergliederungen 23 Stadtviertel (Bairros) gegliedert.
Der Sektor Farim umfasst insgesamt 257 Ortschaften, überwiegend ländliche Dörfer (Tabancas). Zu den wichtigsten Ortschaften im Sektor Farim gehören (Stand 2009):
- Bafata Oio (1298 Einwohner in zwei Ortsteilen)
- Binar (517 Einwohner)
- Binta (878 Einwohner)
- Bricama (1825 Einwohner in fünf Ortsteilen)
- Canico Lenque Croto (666 Einwohner)
- Conhaco Cola (451 Einwohner)
- Cumbijã (590 Einwohner)
- Cuntima (1159 Einwohner in zwei Ortsteilen)
- Fambanta Sansanotó (542 Einwohner)
- Farim (8661 Einwohner in zwölf Ortsteilen)
- Farinco Mandinga Sansanco (1046 Einwohner)
- Gundadje (728 Einwohner)
- Jumbembe (ein Mandinka-Dorf mit 592 und ein Fulbe-Dorf mit 92 Einwohnern)
- Salquenhedim (793 Einwohner)
- Salquenhe Ba (1022 Einwohner)
- Sansancutoto (890 Einwohner)
- Udjeque (831 Einwohner)

## Wirtschaft
Der Markt von Farim ist insbesondere durch seine Nähe zum Senegal von regionaler Bedeutung.
Die Fischerei und der Krabbenfang im Rio Cacheu sind ein weiteres Standbein der lokalen Wirtschaft, ebenso die Landwirtschaft, darunter Anbau von Cashew.
In Farim wurden bedeutende Phosphatfunde gemacht, die jedoch noch nicht gefördert werden.

## Verkehr
Die 55 km lange Asphaltstraße zwischen Farim und Mansôa gilt als die beste Straße in Guinea-Bissau, wo allgemein meist schlechte Straßenverhältnisse herrschen. Auch der restliche Abschnitt der insgesamt 115 Straßenkilometer zwischen Farim und der Hauptstadt Bissau sind in vergleichsweise passablem Zustand.
Der kleine Hafen von Farim ist für den lokalen Handel von einiger Bedeutung. Eine kleine Fähre überquert hier den Fluss Cacheu.
Die Stadt verfügt über einen Flugplatz mit dem ICAO-Code GGFR.

## Sport
Bekanntester Sportverein im Sektor ist der Desportivo Recreativo Cultural de Farim.
Vor allem für seine Fußballabteilung ist der Klub bekannt. So spielte er mehrmals in der ersten Liga, dem Campeonato Nacional da Guiné-Bissau, und gewann 1990 den Landespokal, die Taça Nacional da Guiné-Bissau.

## Städtefreundschaften
- Aveiro, Portugal (seit 1992)
- Seixal, Portugal (seit 2000)[8]

## Söhne und Töchter der Stadt
- Vasco Cabral (1926–2005), Politiker und Schriftsteller, Mitbegründer der PAIGC und mehrmaliger Minister
- Domingos Simões Pereira (* 1963), Politiker, 2008–2012 Generalsekretär der CPLP, 2014–2015 Premierminister Guinea-Bissaus